# بلقیس‌آباد
بلقیس‌آباد یا همان مالغاتاوا یک روستا در شهرستان نیر استان اردبیل در ایران است که در دهستان یورتچی غربی واقع شده‌است. براساس سرشماری مرکز آمار ایران در سال ۱۳۹۵، بلقیس‌آباد ۱۰۰ نفر جمعیت دارد.